# Lucas Cranach, o Velho
Lucas Cranach, o Velho (em alemão: Lucas Cranach der Ältere, 4 de Outubro de 1472 em Kronach – Weimar, 16 de outubro de 1553) foi um pintor germânico renascentista, autor também de gravuras e xilografias. Foi pintor da corte dos Eleitores da Saxônia durante a maior parte de sua carreira, e é mais conhecido por seus retratos, tanto de príncipes alemães como de líderes da Reforma Protestante, cuja causa abraçou com entusiasmo, tornando-se amigo próximo de Martinho Lutero. Pintou também assuntos religiosos, primeiro na tradição católica, depois buscando novas formas de transferir para a arte as referências religiosas luteranas. Durante toda sua carreira pintou nus baseados na mitologia e na religião. Tinha um grande estúdio e muitos trabalhos existem em diferentes versões; seu filho Lucas Cranach, o Jovem, e outros, continuaram a produzir versões do trabalho de seu pai por décadas após sua morte.

## Juventude
Nascido como Lucas Sonder (ou Sünder ou Sunder) em Kronach, Francônia superior, aprendeu a arte do desenho com seu pai, cujo nome não se conhece. Há algumas menções a certo "Hans Maler" ("pintor") e esposa, Hübner, que morreu em 1491. Posteriormente adotou como sobrenome o nome de sua cidade natal. Provavelmente estudou com mestres locais do sul da Alemanha, como seu contemporâneo Matthias Grünewald, que trabalhou em Bamberg e Aschaffenburg. Bamberg é a capital da diocese onde fica Kronach. 
Cranach demonstrou seu talento como pintor no fim do século XV. Seu trabalho atraiu a atenção do duque Frederico III da Saxônia, cognominado Frederico o Sábio, que o levou para sua corte em 1504. Nos arquivos de Wittenberg seu nome aparece pela primeira vez em 24 de junho de 1504, quando recebeu um salário pelo trabalho de meio ano como pictor ducalis. Cranach trabalharia para o eleitor e seus descendentes pelo resto da vida.
Antes de ir para Wittenberg viveu em Gotha, onde nasceu sua esposa, Barbara Brengbier, que faleceria em 1540.

## Carreira

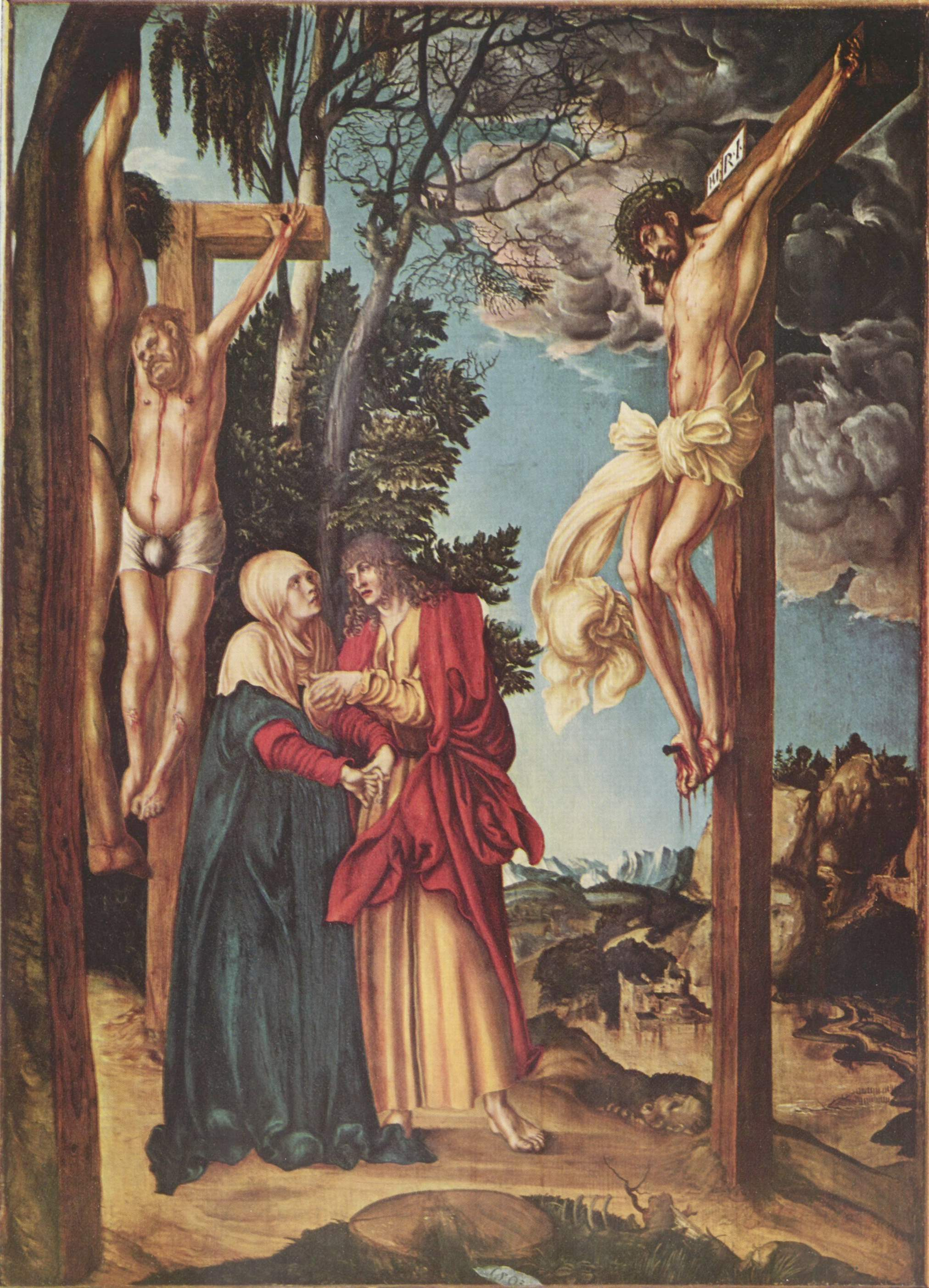
"Kreuzigung Christi" (Português: "Crucificação de Cristo") de Lucas Cranach, o Velho, 1503

A primeira evidência do talento de Cranach como artista está em uma pintura de 1504. No início da carreira atuava em vários ramos da profissão: como pintor decorativo, mais frequentemente produzindo retratos e retábulos, xilografias, entalhes, e desenhando as moedas do eleitorado.
O realismo de suas naturezas mortas nos afrescos dos palácios de Coburgo e Locha chocou os cortesãos. O duque o levava em suas caçadas, onde Cranach esboçava os animais e as cenas. 
Antes de 1508 seus retábulos na igreja do castelo de Wittenberg rivalizavam com os Albrecht Dürer e Hans Burgkmair. Pintou retratos do duque e de seu irmão João em várias poses e publicou alguns de suas melhores xilogravuras.
Em 1509 foi à Holanda e pintou o Imperador Maximiliano e o futuro Carlos V. Até 1508 assinava seus trabahos com suas iniciais; a partir desse ano passou a usar o emblema da serpente alada (kleinodo). 
Algum tempo depois o duque concedeu-lhe o monopólio da venda de remédios em Wittenberg, e o direito de imprimir, com  privilégios como direitos autorais em Bíblias. Suas editoras foram usadas por Martinho Lutero. Sua farmácia funcionou por séculos, até ser destruída por um incêndio em 1871.

## Obra gráfica
Lucas e sua equipe fizeram aproximadamente 5 mil obras, mas hoje resta apenas um quinto desta quantia. Alguns pesquisadores, no entanto, dizem que o número de trabalhos sobreviventes é bem maior.

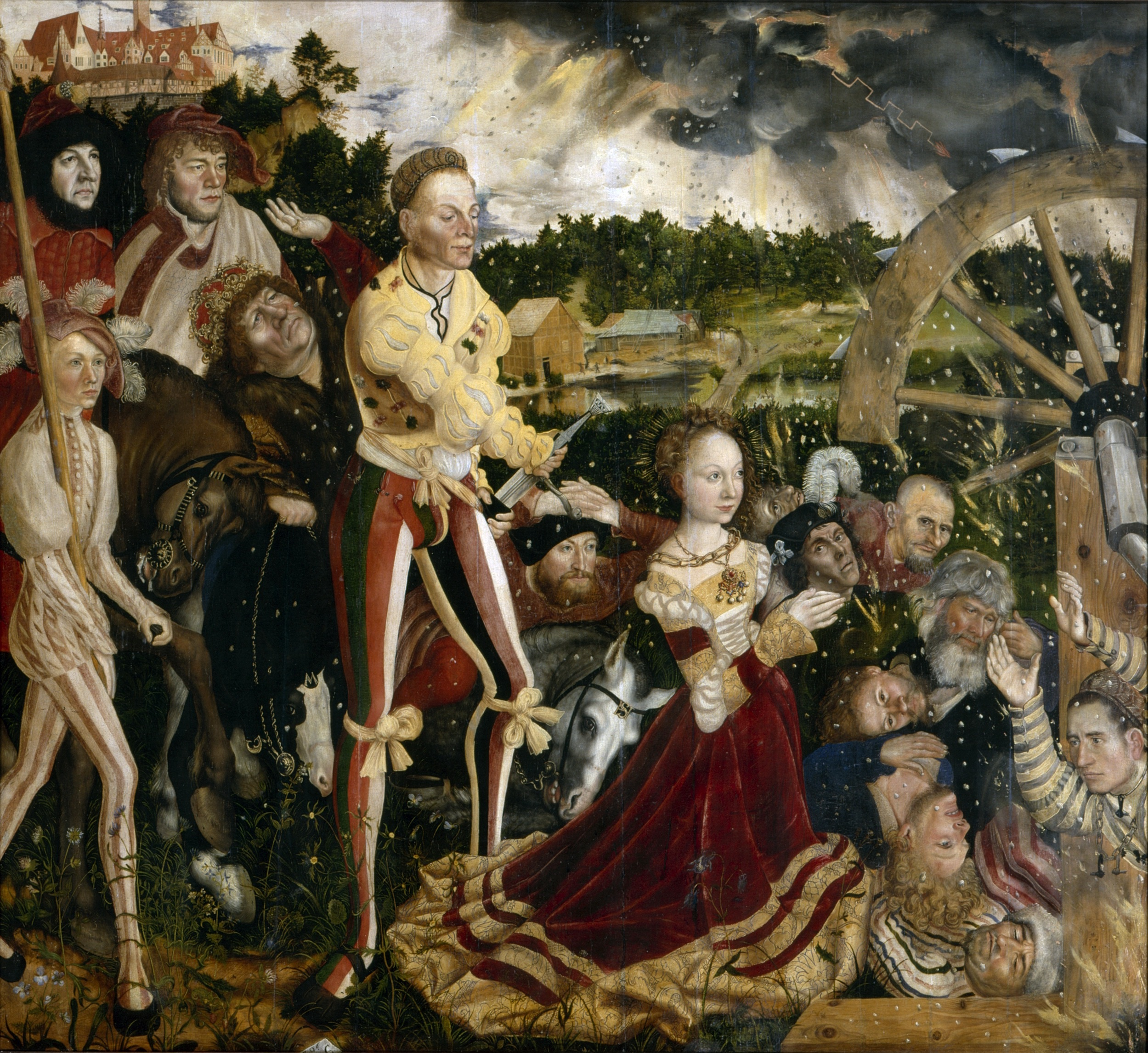
Martírio de Catarina

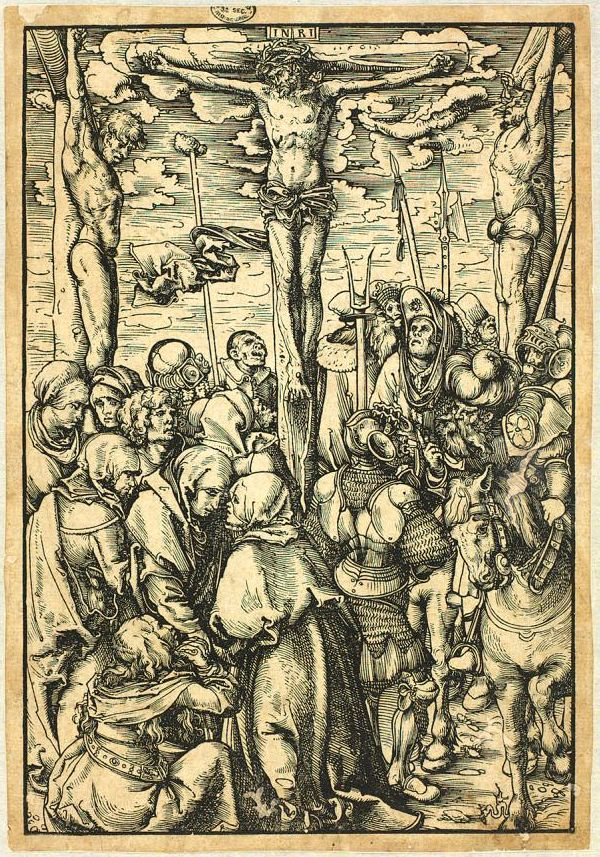
a crucificacao

### 1500-1509
- Kreuzigung Christi sogenannte Schottenkreuzigung cerca de 1500 em Viena
- San Valentin aseteado 1502/03 em Viena
- Kreuzigung Christi 1503 em München
- Dr. Johann Stephan Reuss  1503 em Nürnberg
- Retrato da esposa do Dr. Johann Stephan Reuss 1503 na Galeria de Arte de Berlim
- Dr. Johannes Cuspinian 1503 em Winterthur
- Retrato de Anna Cuspinian 1503 em Winterthur
- Ruhe auf der Flucht 1504 na Galeria de Arte de Berlim
- O martírio de Santa Catarina Mittelbild des Dresdner Flügelaltars in der Galeria de Arte de Berlim1506
- O martírio de Santa Catarina ala interior izquierda des Dresdner Flügelaltars in der Galeria de Arte de Berlim 1506
- O martírio de Santa Catarina, de Dresdner Flügelaltars na Galeria de Arte de Berlim 1506
- O martírio de Santa Catarina (Budapeste), Coleção Raday de la iglesia reformada 1508
- Venus und Amor 1509 no Museu Ermitage em São Petersburgo
- Christoph Scheurl 1509 em Wittenberg
- Kleiner Flügelaltar cerca de 1509/10 em Kassel

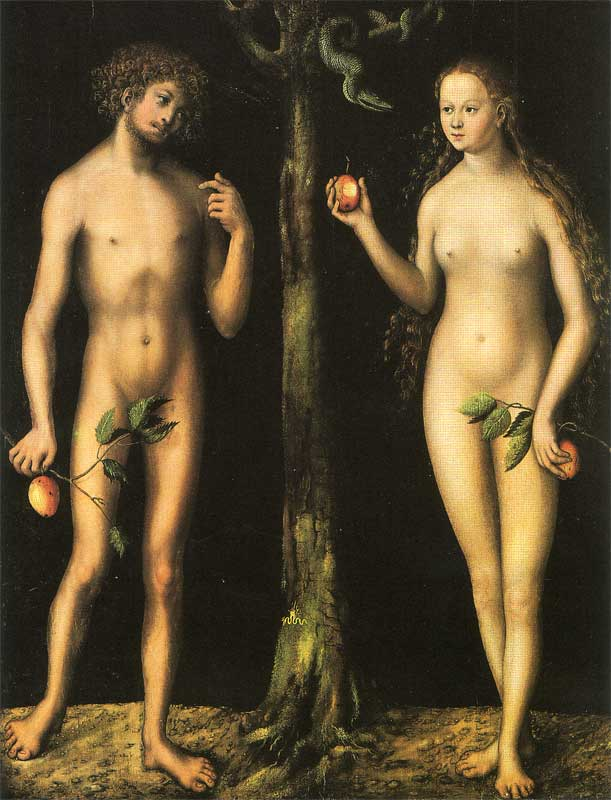
"Adão e Eva", quadro pintado por Lucas, exposto no Instituto Courtauld de Arte.

### 1510-1519
- Salomé c. 1510
- Der Sterbende, Epitaph des Heinrich Schmitburg 1518 Ort ?
- Liegende Quellnymphe 1518 em Leipzig
- Der Heilige Eustachius anbetend vor dem Christushirsch cerca de 1515/20 em Vaduz
- Adam und Eva cerca de 1513/15 em Würzburg
- Christus und Maria 1515/20 em Gota

### 1520-1529
- Kardinal Albrecht von Brandenburg vor dem Gekreuzigten kniend cerca de 1520 em München
- Christus und die Ehebrecherin cerca de 1520 em Kronach
- Bild eines bartlosen jungen Mannes 1522 Washington, National Gallery
- Christus als Schmerzensmann am offenen Grabe, 1524, Freiburg, Augustinermuseum
- Drei vornehm gekleidete Damen 1525/1530 em Viena
- Traubenmadonna cerca 1525 em München
- Prinzessin Sibylle von Cleve als Braut 1526 en Weimar
- Der heilige Antonius als Eremit cerca de 1520/25 em Leitmeritz
- Hans Luther 1527 em Eisenach
- Hans Luther Papierzeichnung 1527 em Viena
- Magarethe Luther 1527 em Eisenach
- Katharina von Bora cerca 1526 em Hamburgo
- Katharina von Bora 1526 em Eisenach

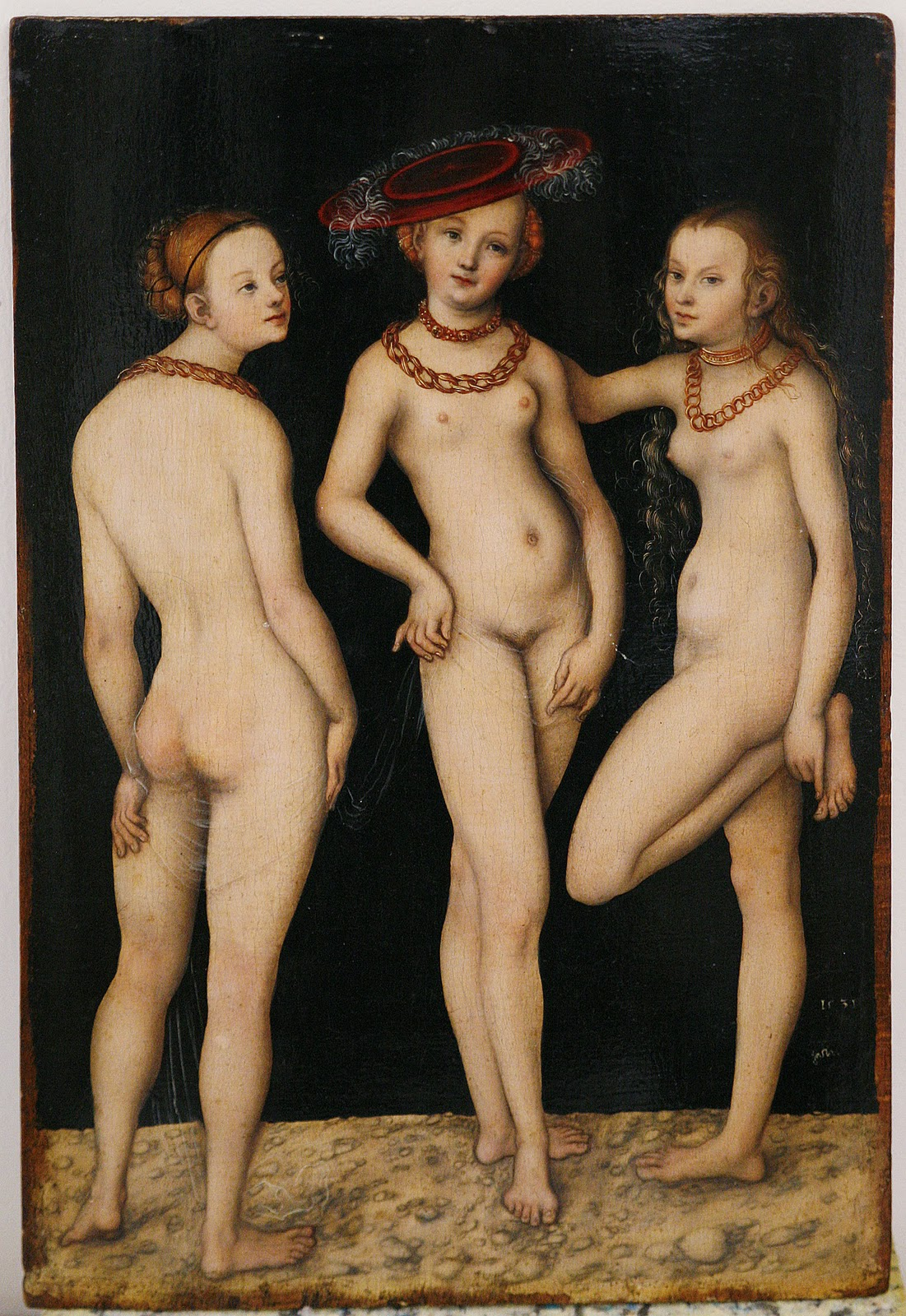
As três graças

- Martin Luther 1526 em Hamburgo
- Martin Luther 1526 em Eisenach

### 1530-1539
- Drei Grazien cerca 1530 em Cambridge
- Das goldene Zeitalter cerca 1530 em Oslo
- Das goldene Zeitalter cerca 1530 em Munique
- As Três Graças (Cranach) 1531
- Johannes-Bugenhagen 1532 en Hamburg
- Friedrich der Weise 1532 em Kronach
- Johann der Beständige 1532 em Kronach
- Johann der Beständige 1532 em Weimar
- Johann der Beständige 1532 em Hamburg
- Die drei Kurfürsten von Sachsen 1532 em Hamburg
- Melancholie 1532
- Kurfürst Johann Friedrich von Sachsen mit den Reformatoren 1532/39 em Toledo
- Venus 1532 Städel
- Gregor Brück 1533 em Nürnberg
- Venus und Amor als Honigdieb 1534 em München
- Der Hauptmann unter dem Kreuz 1536 em Washington
- Gerechtigkeit als nackte Frau mit Schwert und Waage 1537 em Amsterdam
- Der Hauptmann unter dem Kreuz 1538 em Sevillia

### 1540-1549
- Bildnis eines Unbekannten, Porträtaufnahme cerca de 1540 em Reims
- Herzog Ernst IV. von Braunschweig-Gubenhagen cerca 1540/45 em Reims Ölskizze
- Die Hirschjagd 1540 em Cleveland
- Maria mit Christuskind und dem schlafenden Johannesknaben cerca de 1540/50 numa coleção particular
- Martin Luther 1543 em Hamburg
- Philipp Melanchthon 1543 em Hamburg

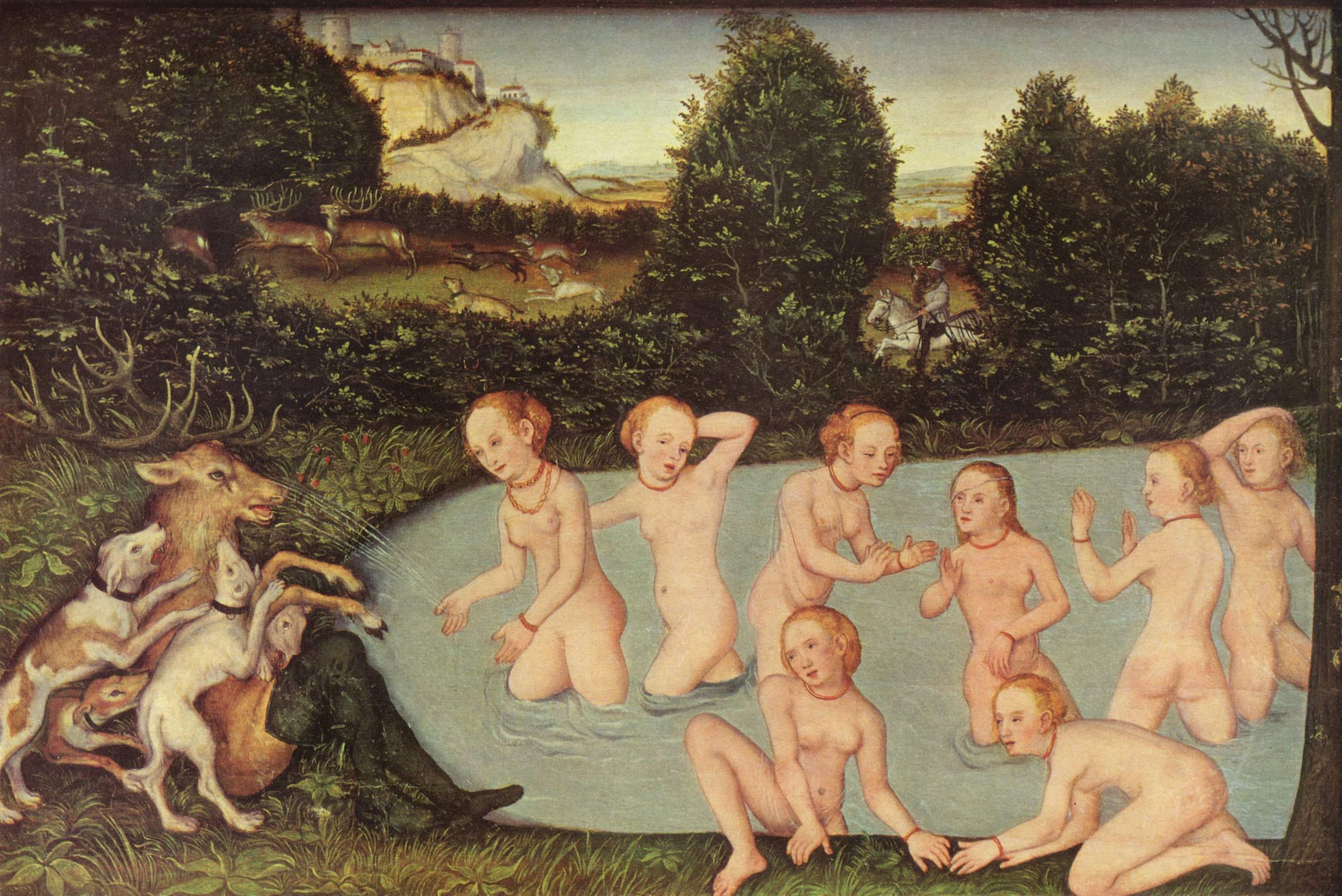
Diana e Acteon

### 1550-Final
- Martin Luther in der Gemäldegalerie in Berlin
- Diana e Acteon en Hartford
- Fürstenaltar em Torgau
- Fürstenaltar em Dessau
- Gnadenbild Mariahilf em Innsbrucker Dom
- Altar em St. Wolfgangskirche em Schneeberg

## Estátuas e monumentos dedicados
- Lucas Cranach d. Ä.- Denkmal im Cranachhof en Wittenberg
- Tabla en honor de LC en Cranachhof de Wittenberg
- Medallón en el Iglseia-Castillo de Wittenberg
- Monumento en la iglesia Zwickau realizado en 1890/91
- Busto en Weimar en el realizado por Adolph Donndorf en 1886
- Figura de medio cuerpo en Kronach

### Ruas
- Lukas-Cranach-Straße na cidade alemã de Bottrop
- Lucas-Cranach-Straße na cidade alemã de Deggendorf
- Lucas-Cranach-Straße en Kronach en la parte del casco histórico de la ciudad, en el mismo sitio donde se ubica su casa de nacimiento.
- Lucas Cranach Straße en la ciudad de Lutherstadt

## Galeria dos trabalhos de Lucas Cranach, o Velho

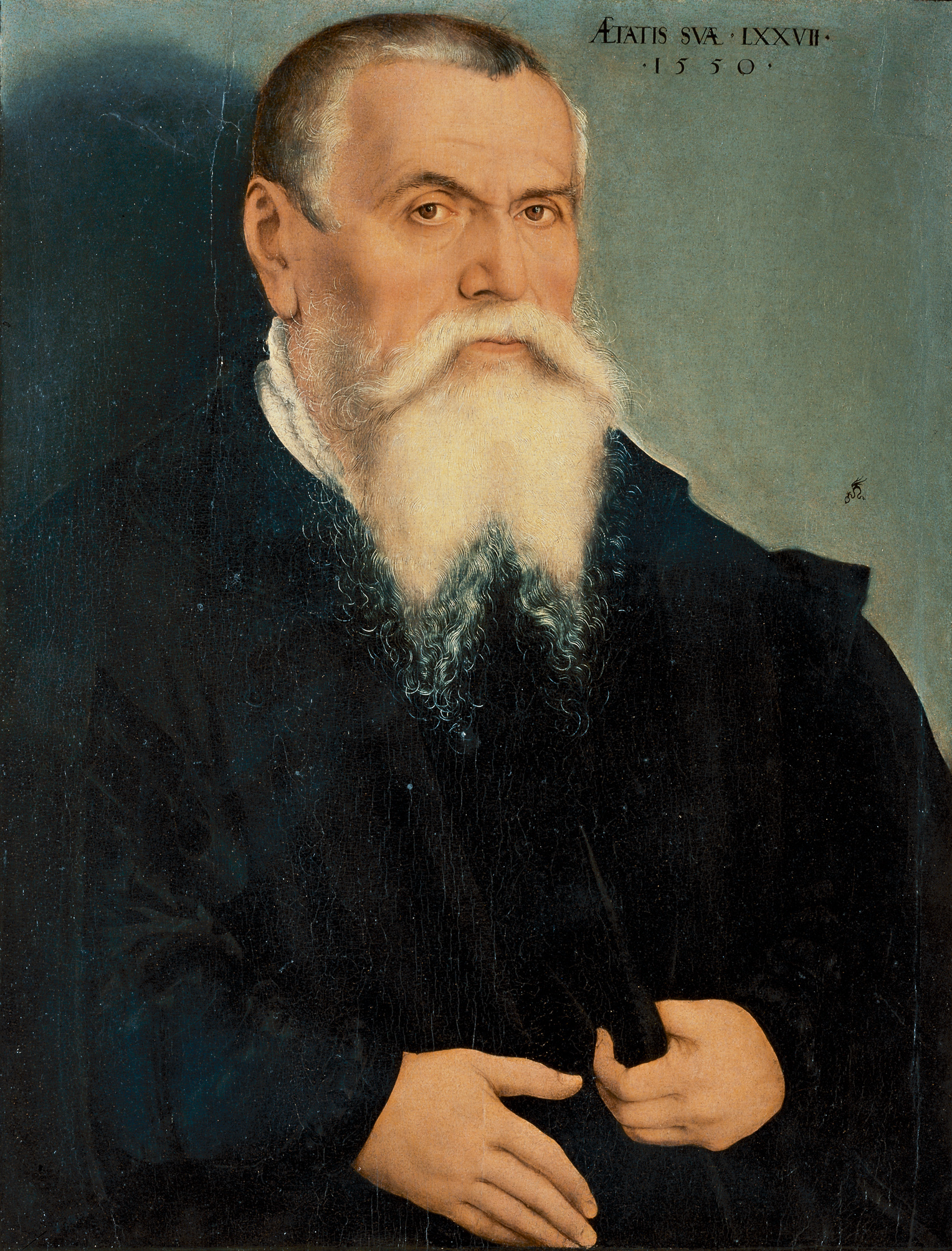
Autorretrato de Lucas Cranach aos 77 anos (1550), da Galeria Uffizi, Florença
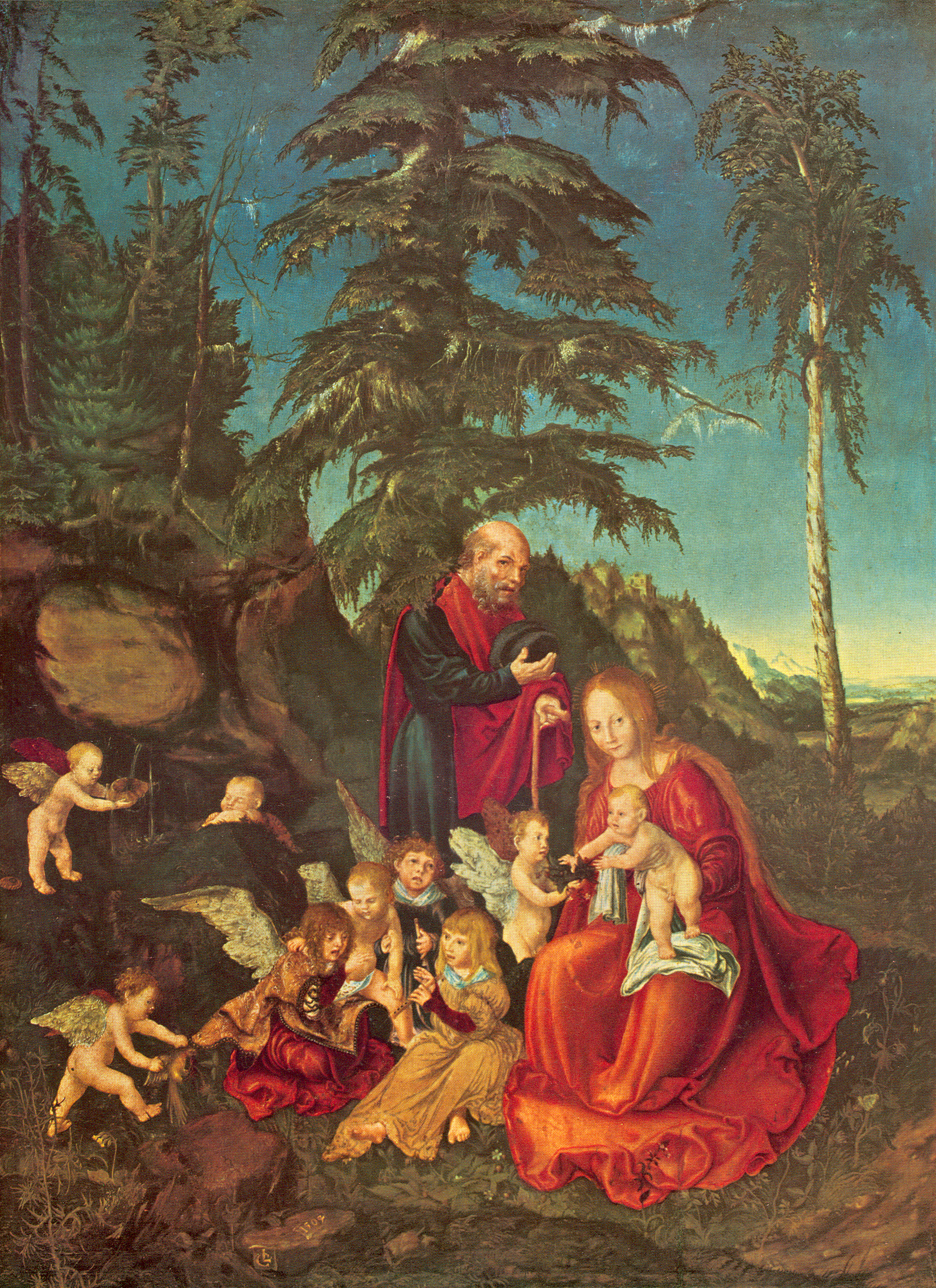
Descanso da Virgem durante a Fuga para o Egito
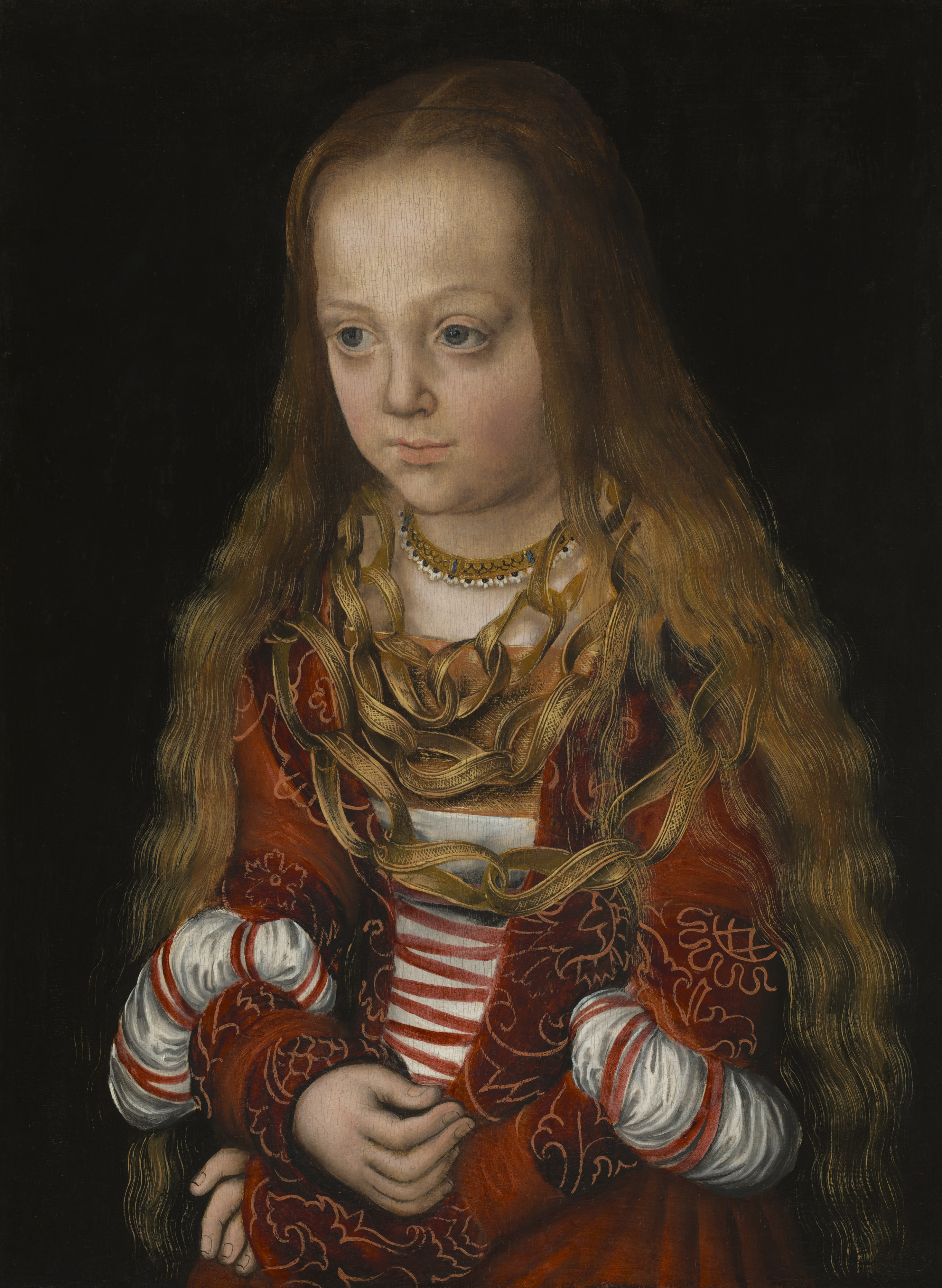
Retrato de uma princesa da Saxônia
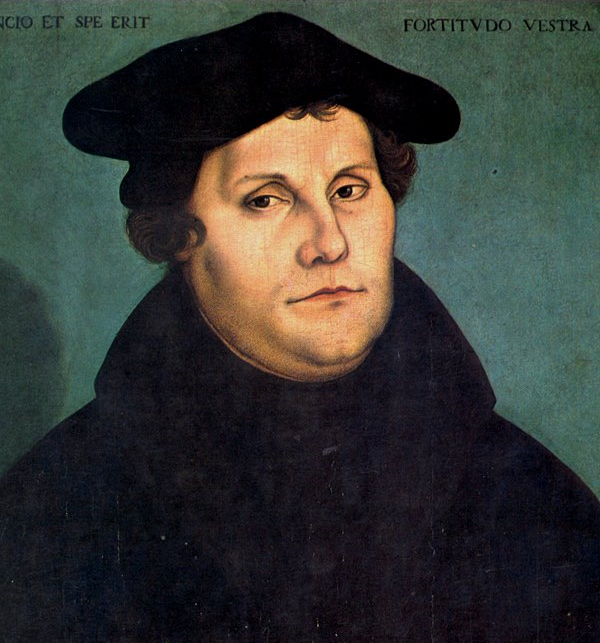
Martinho Lutero (1529, Uffizi)
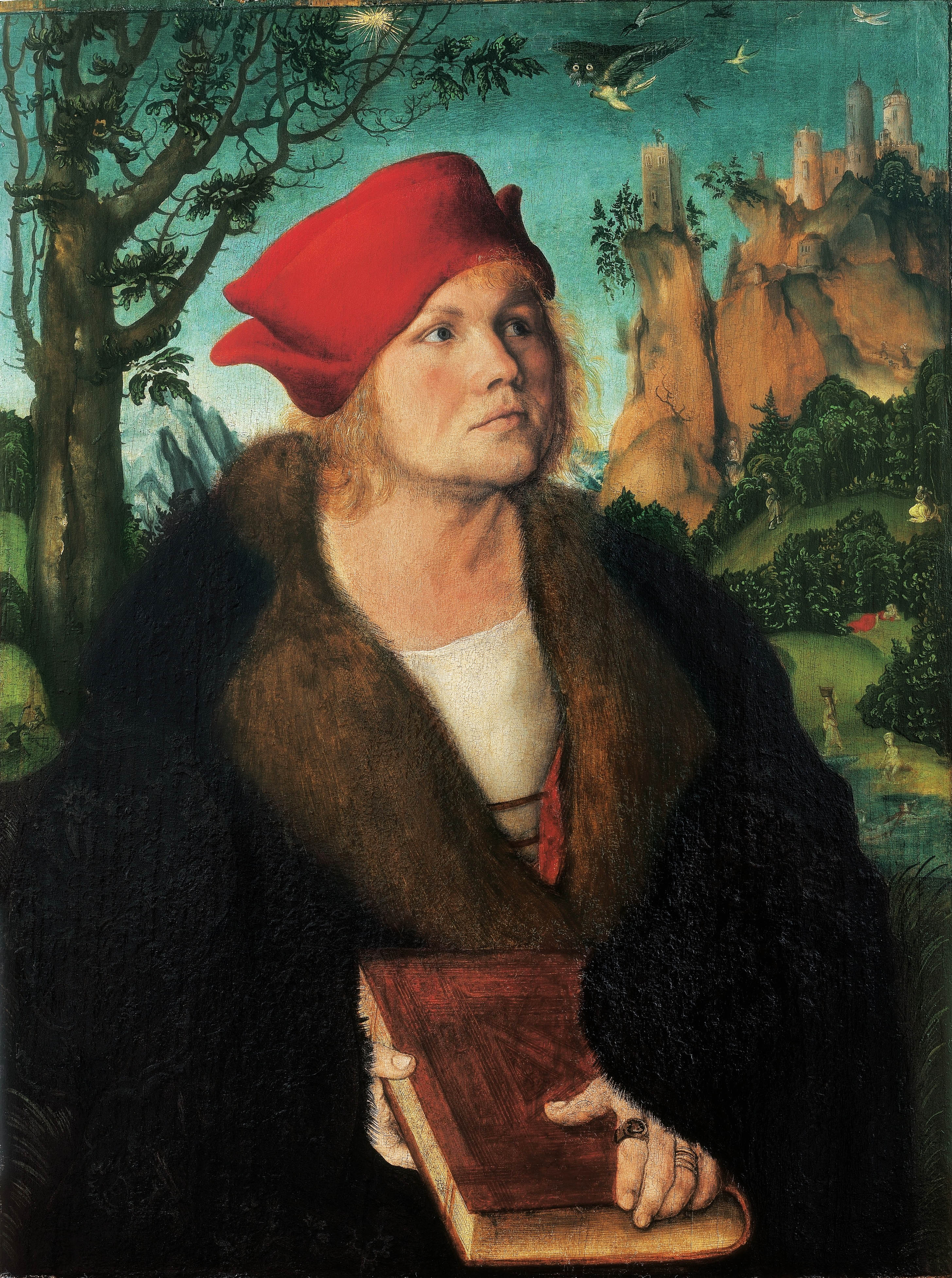
Johannes Cuspinian
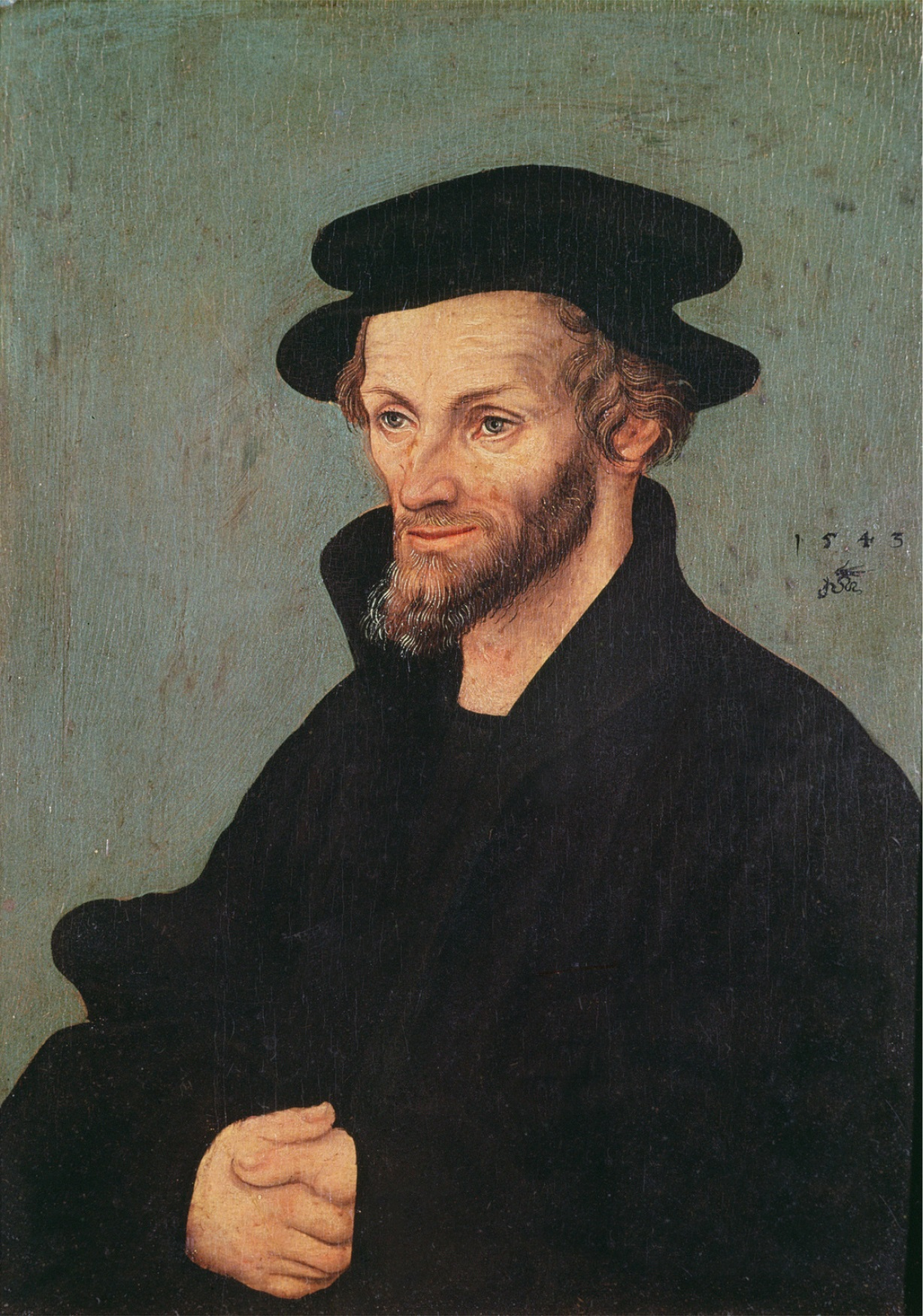
Philipp Melanchthon
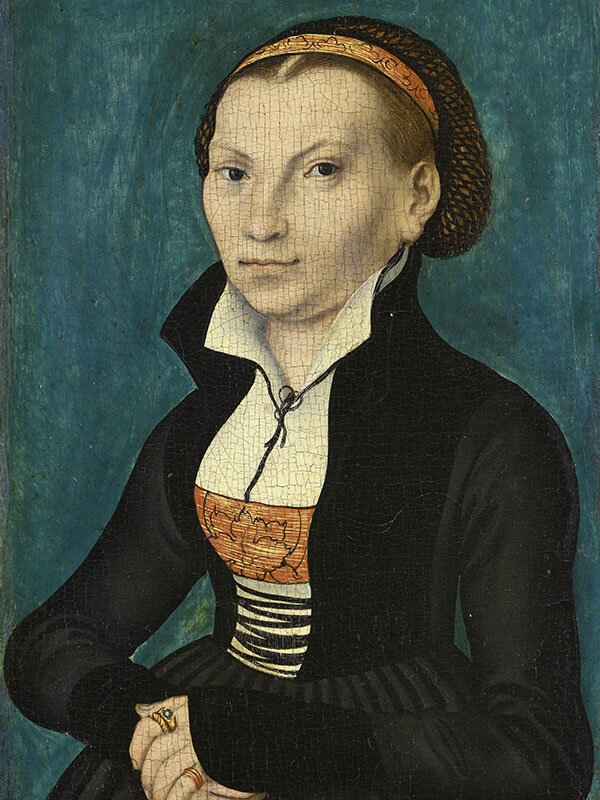
Catarina von Bora, 1526.
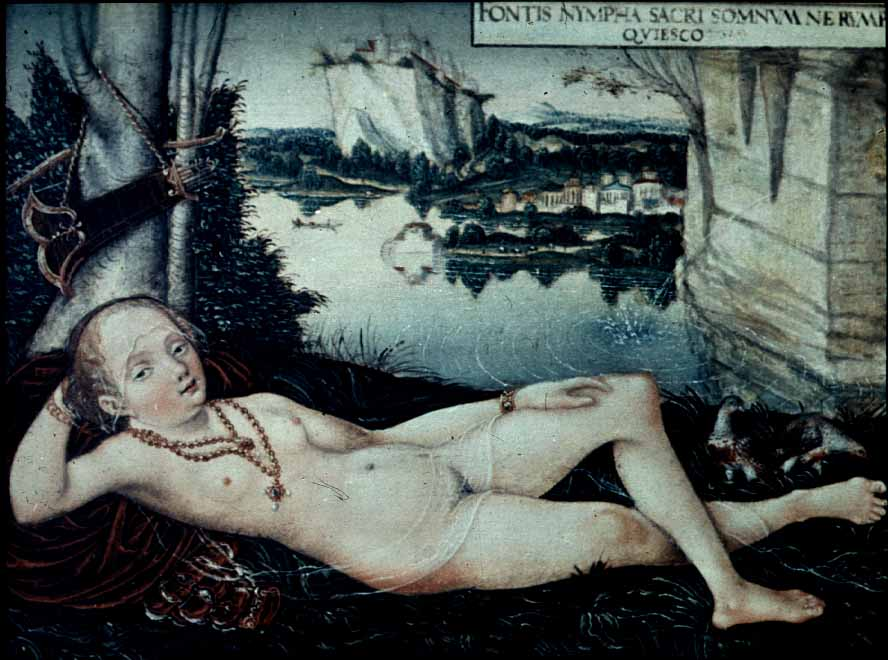
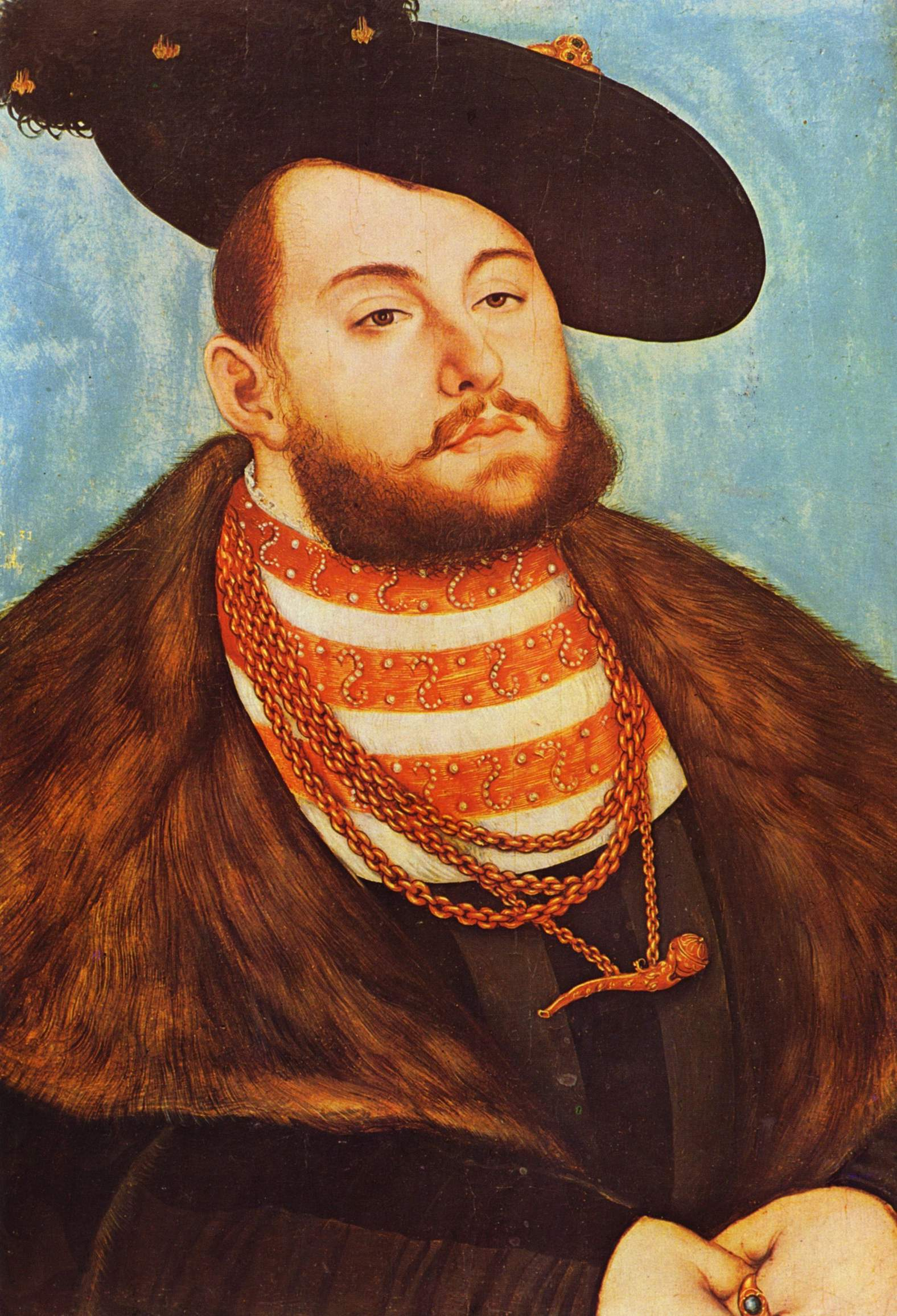
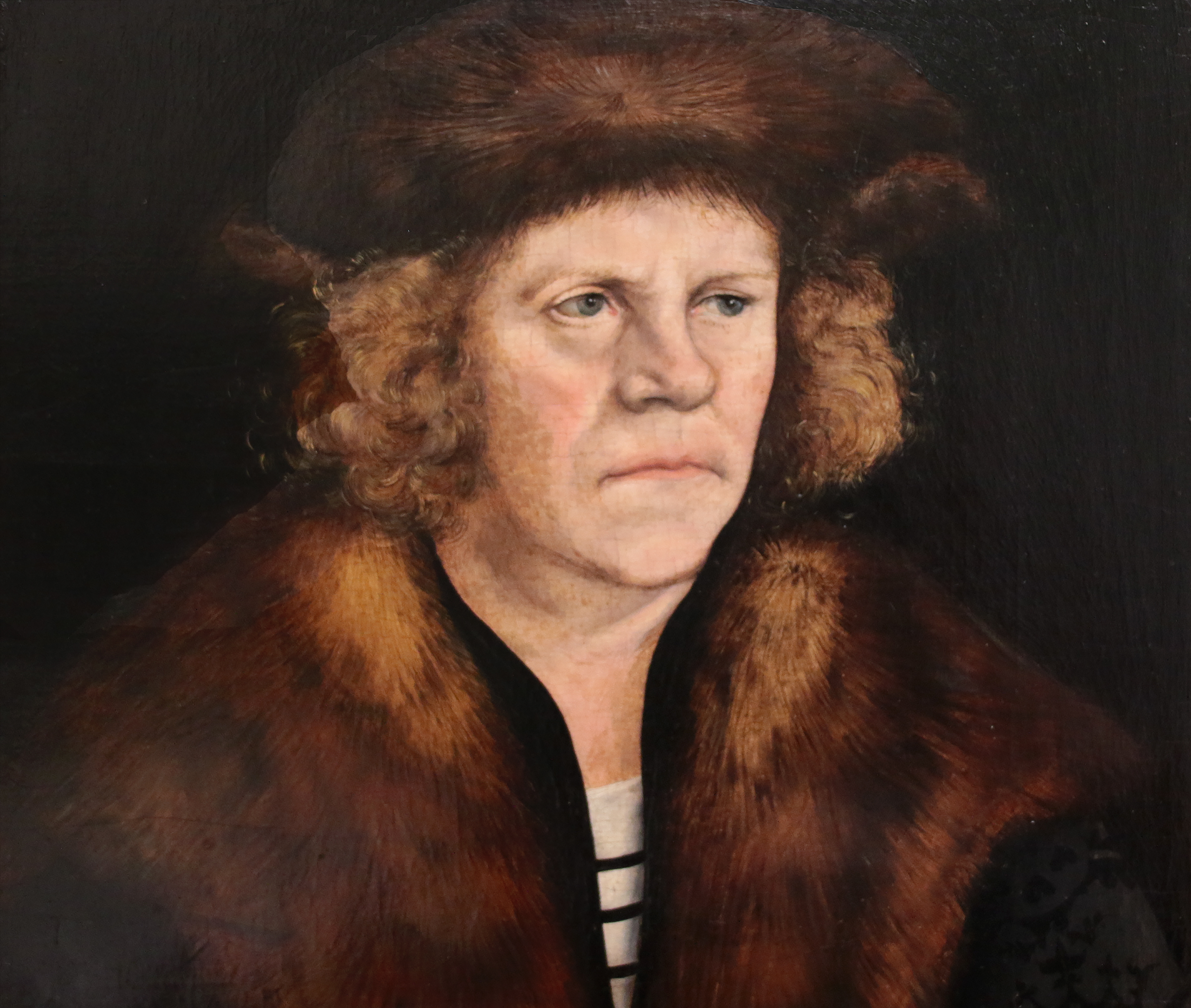
Retrato de um homem com um boné de pele (1510, Gemäldegalerie Berlim)
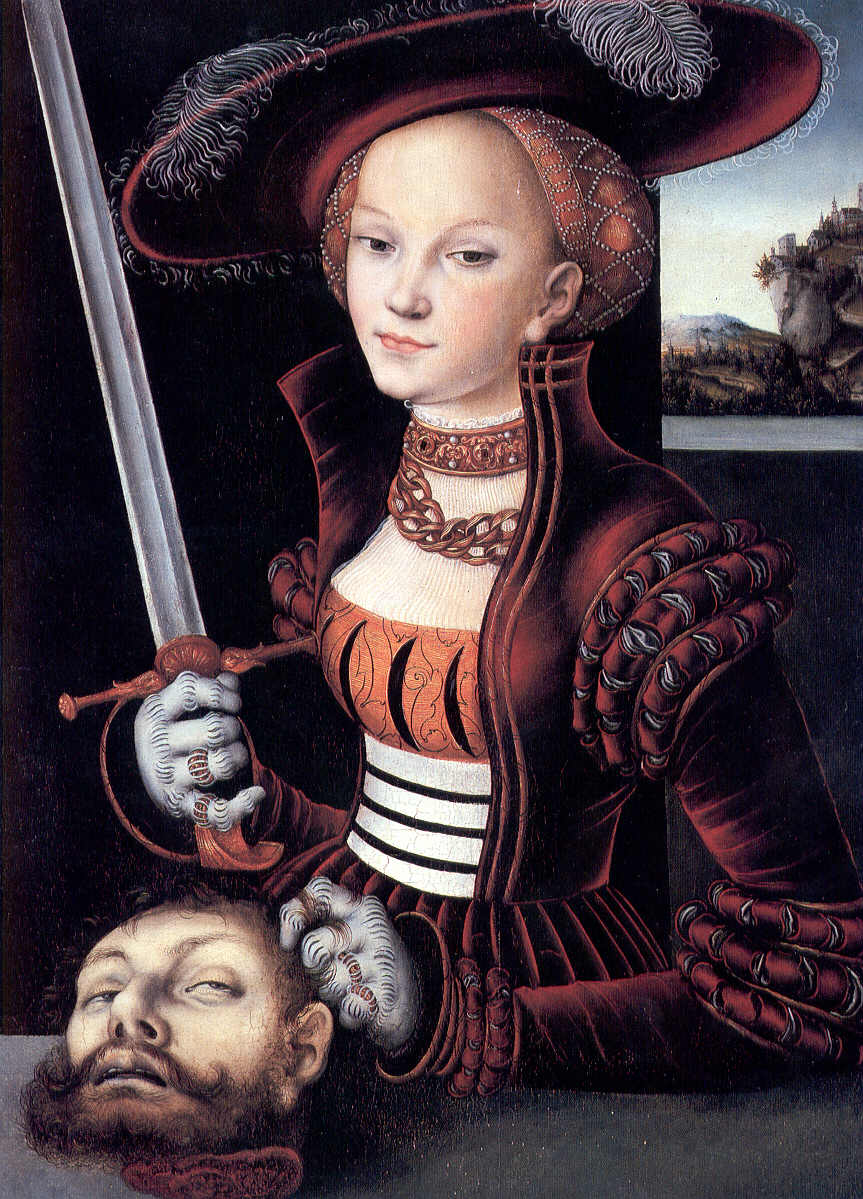
Judite com a cabeça de Holofernes
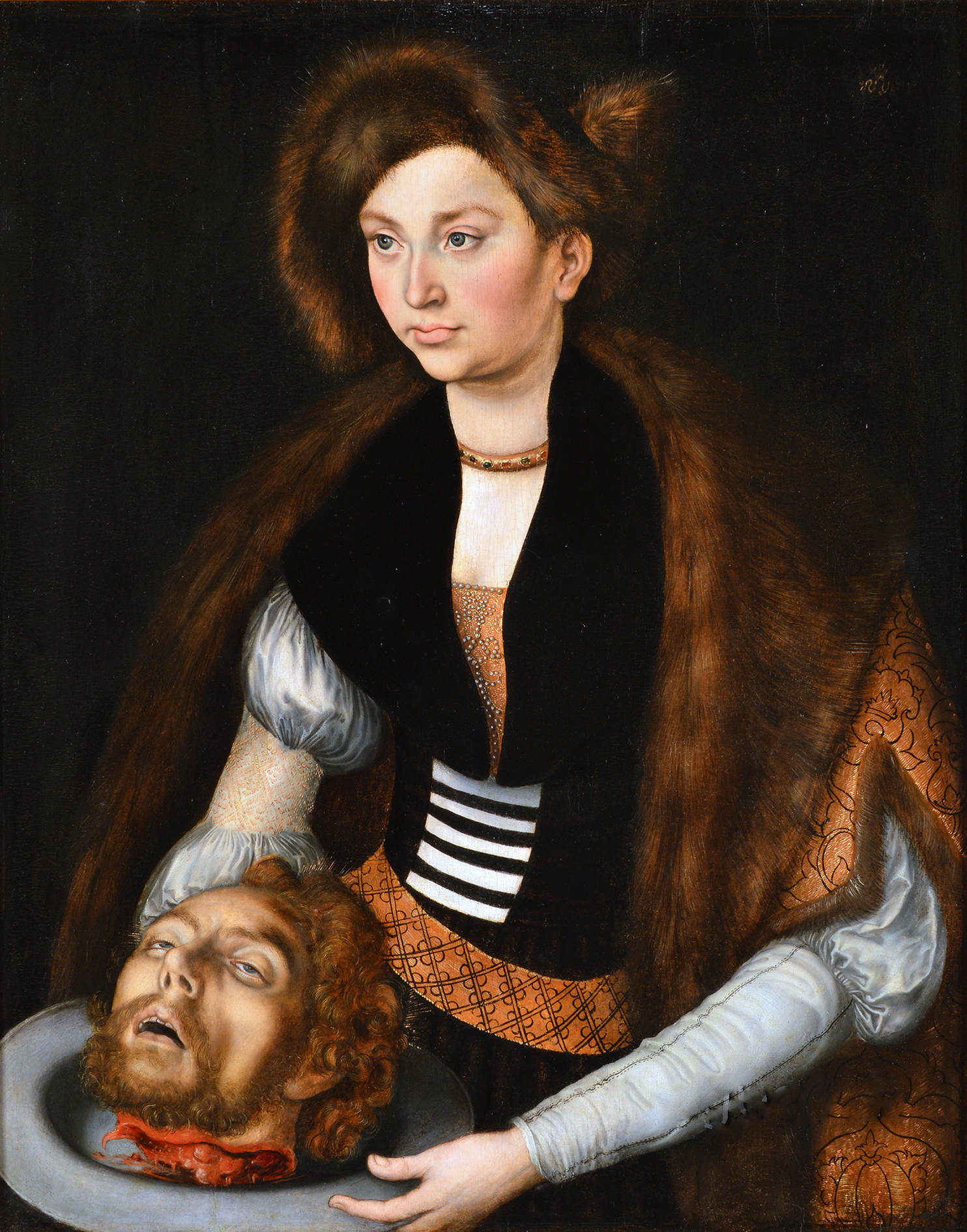
Salomé
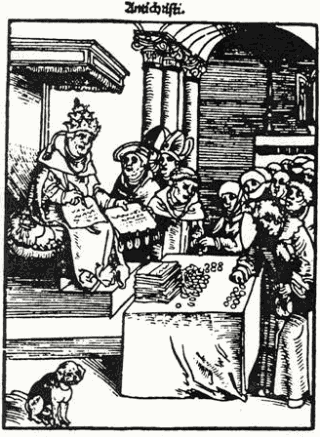
Anticristo
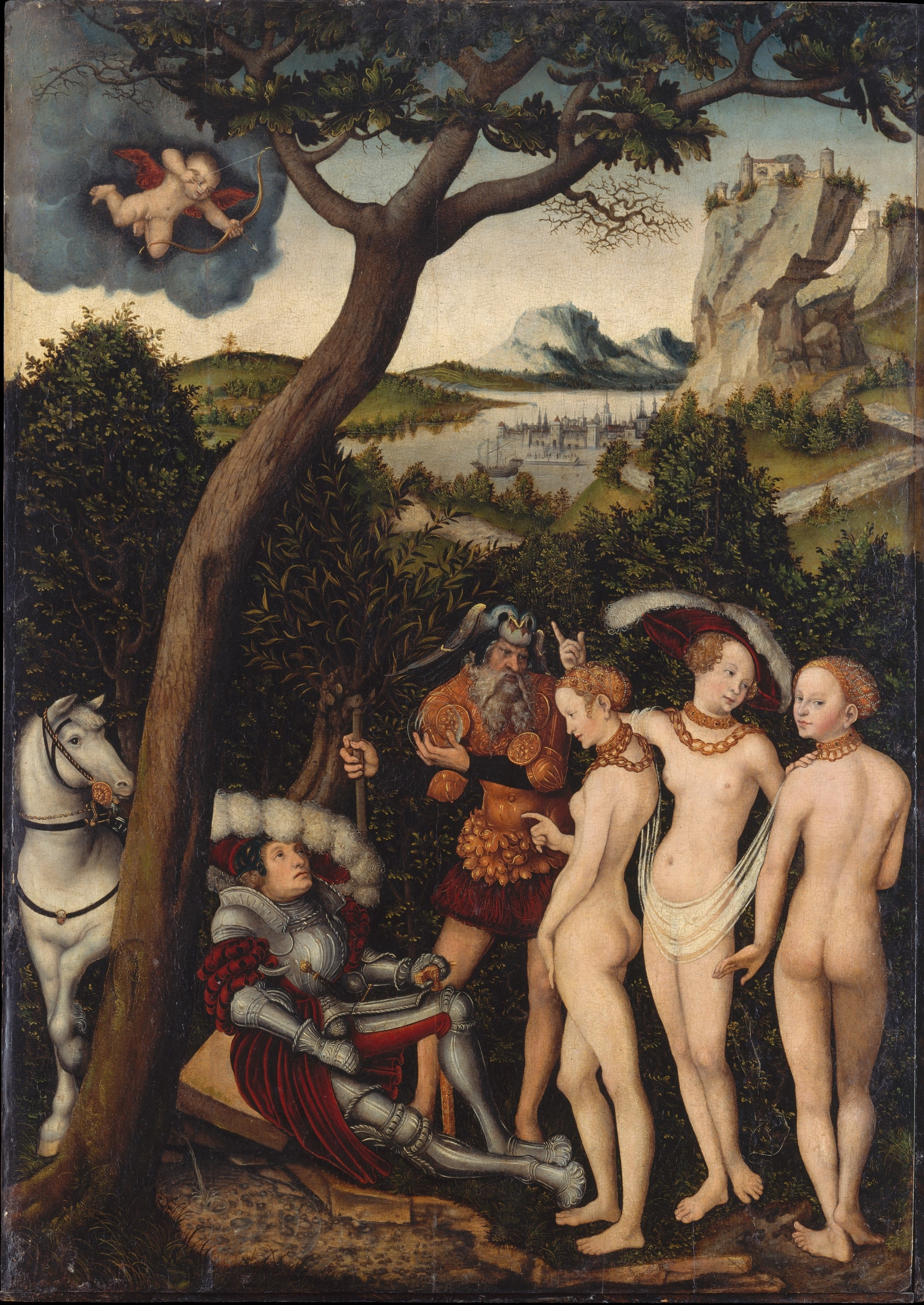
O Julgamento de Paris (1528), no Metropolitan Museum of Art